# A Brand You Can Trust
A Brand You Can Trust è l'album di debutto del collettivo rap La Coka Nostra.

## Tracce
1. Bloody Sunday (featuring Big Left & Sen Dog, prod. da DJ Lethal)
2. Get You By (prod. da DJ Lethal)
3. Bang Bang (featuring Snoop Dogg ,prod. da DJ Lethal)
4. The Stain (prod. da Everlast)
5. I'm an American (featuring B-Real ,prod. da Sicknature & DJ Lethal)
6. Brujeria (featuring Sick Jacken ,prod. da DJ Lethal)
7. Once Upon a Time (prod. da DJ Lethal)
8. Cousin of Death (prod. da Ill Bill & DJ Lethal)
9. Choose Your Side (featuring Bun B ,prod. da The Alchemist)
10. Hardcore Chemical (prod. da DJ Lethal)
11. Soldier's Story (featuring Sick Jacken ,prod. da DJ Lethal)
12. Gun in Your Mouth (prod. da Cynic)
13. Nuclear Medicinemen (featuring Q-Unique & Immortal Technique ,prod. da Q-Unique)
14. That's Coke (prod. da DJ Lethal)
15. Fuck Tony Montana (featuring Sick Jacken & B-Real ,prod. da DJ Lethal)